# Flavius Felix

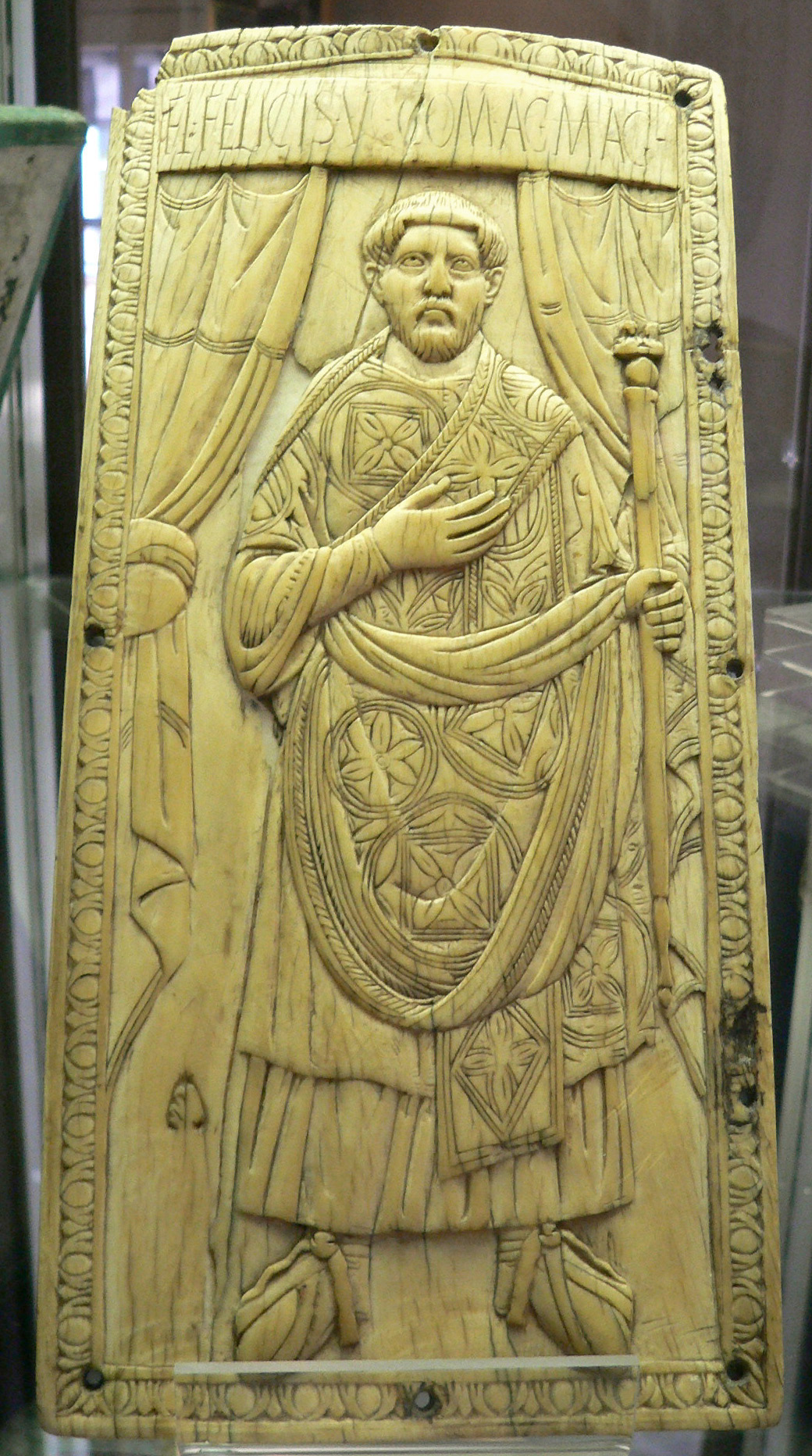
Konsulardiptychon des Felix, heute in der Bibliothèque nationale de France, vorher im Kloster St. Juneau, Limoges. Felix trägt eine reich ausgestattete Tunika über einem schlichten Unterkleid (subarmalia profundis). Er trägt vergoldete patrizische Schuhe (calcei aurati). In der Hand hält er ein Szepter, auf dem zwei kleine Büsten der Kaiser Valentinian III. und Theodosius II. sitzen.

Flavius Felix († Mai 430 in Ravenna) war ein weströmischer Heermeister.
Die Quellen berichten nicht sehr detailliert über Felix, doch scheint er zunächst großen Einfluss auf den jungen Kaiser Valentinian III. ausgeübt zu haben und ein Vertrauter von dessen Mutter Galla Placidia gewesen zu sein. 425 wurde Felix zum magister utriusque militiae (oberster Heermeister) im Westen ernannt, wahrscheinlich durch den Ostkaiser Theodosius II., der Valentinian gewaltsam als Herrscher durchgesetzt hatte und mutmaßlich durch Felix seinen Einfluss im Westen sichern wollte.
426 ordnete Felix angeblich die Ermordung des Bischofs Patroclus von Arles und des Diakon Titus an. 428 wurde er ordentlicher Konsul, und 429 wurde ihm der Titel patricius verliehen. Er kommandierte die Truppen in Italien und war ein Konkurrent der Heermeister Bonifatius und Aëtius. Wohl letzterer ließ Felix mit seiner Frau Padusia im Mai 430 in Ravenna ermorden: Felix wurde von meuternden Legionären gelyncht. Einige Zeit später kam es zum Machtkampf zwischen Bonifatius und Aëtius, aus dem letztlich Aëtius siegreich hervorging.
Felix stiftete zusammen mit seiner Frau Padusia ein Mosaik in der Apsis der Lateranbasilika in Rom.